# Førstefjell
Der Førstefjell (norwegisch für Erster Berg) ist ein isolierter Nunatak im ostantarktischen Königin-Maud-Land. Im nordwestlichen Abschnitt des Giæverrückens ragt er 8 km nördlich des Førstefjellsrabben auf.
Norwegische Kartografen, die ihn auch benannten, kartierten ihn anhand von Luftaufnahmen der Norwegisch-Britisch-Schwedischen Antarktisexpedition (1949–1952).